# Paul Ellmar
Paul Ellmar (geboren 26. März 1890 in Cannstatt; gestorben 24. August 1963 in Hamburg) war ein deutscher Schauspieler, Hörspielsprecher, Theaterleiter und Bühnenautor.

## Leben
Paul Ellmar begann seine Theaterkarriere als Schauspieler 1907 in Stuttgart und 1908 in Lübeck. Ab 1910 bis 1929 arbeitete er als Schauspieler und Regisseur am Deutschen Schauspielhaus Hamburg. Ellmar gründete 1926 das Reiseensemble „Gemeinnützige Schaubühne“. Er engagierte sich in der Genossenschaft Deutscher Bühnen-Angehöriger (GDBA) und war von 1921 bis 1933 ehrenamtlicher „Bezirksobmann Nordwestdeutschland“. 
Nach der Machtübergabe an die Nationalsozialisten geriet er als politischer Gegner im Mai 1933 für kurze Zeit in Schutzhaft. Im Juni 1933 gelang ihm die Flucht in die Schweiz, wo er von 1935 bis 1938 unter dem Pseudonym Edgar Pauli am Schauspielhaus Zürich als Dramaturg arbeitete. 1938 emigrierte er nach Frankreich. Im April 1940 wurde er im Deutschen Reich ausgebürgert. In Frankreich wurde er 1940 als Feindlicher Ausländer interniert und musste dann nach der deutschen Besetzung Frankreichs untertauchen.
Nach Kriegsende arbeitete er von Paris und Hamburg aus für die wiedergegründete GDBA und engagierte sich für einen dauerhaften Frieden zwischen Frankreich und Deutschland.

## Hörspiele (Auswahl)
Livesendungen ohne Aufzeichnung. Produzent: Nordische Rundfunk AG. Art der Hörspiele: Sendespiele (Hörspielbearbeitungen), wenn nicht anders angegeben:
- 1924: Johann Wolfgang von Goethe: Faust II. Teil (Astrolog/Wagner) – Regie: Hans Bodenstedt, Hermann Beyer
- 1924: Friedrich Hebbel: Die Nibelungen. (1. Teil: Der gehörnte Siegfried) Ein deutsches Trauerspiel (König Gunther) – Regie: Hans Bodenstedt, Hermann Beyer
- 1924: Friedrich Hebbel: Die Nibelungen. (2. Teil: Siegfrieds Tod) Ein Trauerspiel in fünf Akten (König Gunther) – Regie: Hans Bodenstedt, Hermann Beyer
- 1925: Carl Laufs: Pension Schöller . Posse in drei Aufzügen (Eugen Rümpel) – Regie: Hermann Beyer
- 1925: Franz Grillparzer: Weh dem, der lügt. Lustspiel in fünf Aufzügen (Atalus, Gregor Bischof von Chalons' Neffe) – Regie: Hermann Beyer
- 1925: Maurice Maeterlinck: Der Eindringling. Drama (Der Onkel) – Regie: Ernst Pündter
- 1925Richard Hughes: Gefahr (A Comedy of Danger) Das erste englische Rundfunkdrama (Jack, ein junger Mann) – Regie: Nicht angegeben (Original-Hörspiel)
- 1925: Friedrich Schiller: Maria Stuart. Trauerspiel in 5 Aufzügen (Wilhelm Davison, Staatssekretär) – Regie: Hermann Beyer
- 1925: Johann Wolfgang von Goethe: Götz von Berlichingen. Schauspiel in fünf Aufzügen (Georg, Knappe des Berlichingen) – Regie: Hans Bodenstedt, Hermann Beyer
- 1925: Friedrich Schiller: Wilhelm Tell. Schauspiel in fünf Aufzügen (Ulrich von Rudenz, der Neffe) – Regie: Hermann Beyer
- 1925: Ludwig Fulda: Jugendfreunde. Lustspiel in 4 Aufzügen (Waklemar Scholz, Techniker) – Regie: Ernst Pündter
- 1926: Johann Wolfgang von Goethe: Götz von Berlichingen. Schauspiel in fünf Aufzügen (Veit, Knappe des Berlichingen) – Regie: Hans Bodenstedt, Hermann Beyer
- 1926: Johann Wolfgang von Goethe: Faust – Der Tragödie erster Teil (1. Schüler) – Regie: Hermann Beyer
- 1926: Gustav Kadelburg: Familie Schimek. Schwank in drei Aufzügen (Dr. Kießling) – Regie: Hermann Beyer
- 1926: Bjørnstjerne Bjørnson: Über unsere Kraft (1. Teil) Schauspiel in zwei Teilen (Elias) – Regie: Hermann Beyer
- 1926: Alexander Zinn: Schlemihl Komödie in vier Akten (Dr. Karl Rentsch) – Regie: Hans Bodenstedt, Hermann Beyer
- 1927: Ernst Toller: Die Maschinenstürmer. Ein Drama aus der Zeit der Ludditenbewegung (1815) in England in fünf Akten und einem Vorspiel (Henry Gobbet, Geschäftsführer bei Ure) – Regie: Hans Bodenstedt

<Quelle: ARD-Hörspieldatenbank